# Josefa Kellner
Josefine Gabriela „Josefa“ Kellner (* 12. März 1891 in Wien; † 3. Juni 1965 ebenda) war eine österreichische Schwimmerin.

## Karriere
Kellner nahm 1912 an den Olympischen Spielen in Stockholm teil. Hier scheiterte sie im Wettbewerb über 100 m Freistil als Vierte ihres Vorlaufs.
Ihre Schwester Hanny Kellner nahm an selbigen Olympischen Spielen im Wasserspringen teil.